# Жељко Милошевић
 Жељко Милошевић је књижевник, глумац и драмски писац из Требиња, Република Српска.

## Биографија
Рођен је 1965. године у Требињу. Објављивао је поезију у више листова и часописа, а неке пјесме су превођене на македонски, словеначки и албански језик. Ради као умјетнички руководилац Градског позоришта Требиње.